# تحصیل جهلم
تحصیل جهلم (به انگلیسی: Jhelum Tehsil) یک تحصیل در پاکستان است که در پنجاب واقع شده‌است.